# Jerald terHorst
Jerald Franklin "Jerry" terHorst (Grand Rapids, 11 de julho de 1922 – Asheville, 31 de março de 2010) foi a primeira pessoa a servir como secretário de imprensa para o presidente dos Estados Unidos Gerald Ford.